# Списак тренутних председника општина и градова у Србији
Приказан је списак тренутних председника општина и градова Републике Србије.

## Градоначелници по политичкој партији
| Партија  | Партија  | Бр. градоначелника |
| -------- | -------- | ------------------ |
|          | СНС      | 129                |
|          | СВМ      | 3                  |
|          | АЗП      | 1                  |
|          | ЗС       | 1                  |
|          | ЈС       | 1                  |
|          | НС       | 1                  |
|          | ПДД      | 1                  |
|          | СДА С    | 1                  |
|          | СДПС     | 1                  |
|          | СПП      | 1                  |
|          | СПС      | 1                  |
| СЧБ      | СЧБ      | 1                  |
| ТСМ - ВЗ | ТСМ - ВЗ | 1                  |
|          | УСС      | 1                  |

## Председници општина и градова
| Град/Општина           | Председник општине/града   | Партија                        | Партија                            |
| Борски округ           | Борски округ               | Борски округ                   | Борски округ                       |
| ---------------------- | -------------------------- | ------------------------------ | ---------------------------------- |
| Град Бор               | Александар Миликић         |                                | Српска напредна странка            |
| Кладово                | Саша Николић               | Српска напредна странка        |                                    |
| Мајданпек              | Драган Поповић             | Српска напредна странка        |                                    |
| Неготин                | Владимир Величковић        | Српска напредна странка        |                                    |
| Браничевски округ      |                            |                                |                                    |
| Велико Градиште        | Драган Милић               |                                | Српска напредна странка            |
| Голубац                | Небојша Мијовић            | Српска напредна странка        |                                    |
| Жабари                 | Јован Лукић                | Српска напредна странка        |                                    |
| Жагубица               | Сафет Павловић             | Српска напредна странка        |                                    |
| Кучево                 | Ненад Микић                | Српска напредна странка        |                                    |
| Мало Црниће            | Малиша Антонијевић         | Српска напредна странка        |                                    |
| Петровац на Млави      | Душан Нединић              | Српска напредна странка        |                                    |
| Град Пожаревац         | Саша Павловић              | Српска напредна странка        |                                    |
| Град Београд           |                            |                                |                                    |
| Град Београд           | Александар Шапић           |                                | Српска напредна странка            |
| Зајечарски округ       |                            |                                |                                    |
| Бољевац                | Слађан Ђимиш               |                                | Српска напредна странка            |
| Град Зајечар           | Бошко Ничић                | Српска напредна странка        |                                    |
| Књажевац               | Милан Ђокић                | Српска напредна странка        |                                    |
| Сокобања               | Миодраг Николић            | Српска напредна странка        |                                    |
| Западнобачки округ     |                            |                                |                                    |
| Апатин                 | Дубравка Кораћ             |                                | Српска напредна странка            |
| Кула                   | Дамјан Миљанић             | Српска напредна странка        |                                    |
| Оџаци                  | Исидора Ђаковић            | Српска напредна странка        |                                    |
| Град Сомбор            | Антонио Ратковић           | Српска напредна странка        |                                    |
| Златиборски округ      |                            |                                |                                    |
| Ариље                  | Предраг Маслар             |                                | Српска напредна странка            |
| Бајина Башта           | Весна Ђурић                | Српска напредна странка        |                                    |
| Косјерић               | Жарко Ђокић                | Српска напредна странка        |                                    |
| Нова Варош             | Бранко Бјелић              | Српска напредна странка        |                                    |
| Пожега                 | Ђорђе Никитовић            | Српска напредна странка        |                                    |
| Прибој                 | Лазар Рвовић               | Српска напредна странка        |                                    |
| Пријепоље              | Драго Поповић              | Српска напредна странка        |                                    |
| Сјеница                | Муниб Мујагић              |                                | Странка правде и помирења          |
| Град Ужице             | Јелена Раковић Радивојевић |                                | Српска напредна странка            |
| Чајетина               | Милан Стаматовић           |                                | Здрава Србија                      |
| Јабланички округ       |                            |                                |                                    |
| Бојник                 | Небојша Ненадовић          |                                | Српска напредна странка            |
| Власотинце             | Братислав Петровић         | Српска напредна странка        |                                    |
| Лебане                 | Иван Богдановић            | Српска напредна странка        |                                    |
| Град Лесковац          | Горан Цветановић           | Српска напредна странка        |                                    |
| Медвеђа                | Драган Кулић               | Српска напредна странка        |                                    |
| Црна Трава             | Славољуб Благојевић        | Српска напредна странка        |                                    |
| Јужнобанатски округ    |                            |                                |                                    |
| Алибунар               | Зорана Братић              |                                | Српска напредна странка            |
| Бела Црква             | Татјана Кокар              | Српска напредна странка        |                                    |
| Град Вршац             | Драгана Митровић           | Српска напредна странка        |                                    |
| Ковачица               | Петар Вишњички             | Српска напредна странка        |                                    |
| Ковин                  | Виолета Оцокољић           | Српска напредна странка        |                                    |
| Опово                  | Анка Симин Дамјанов        | Српска напредна странка        |                                    |
| Пландиште              | Јован Репац                | Српска напредна странка        |                                    |
| Град Панчево           | Александар Стевановић      | Српска напредна странка        |                                    |
| Јужнобачки округ       |                            |                                |                                    |
| Бач                    | Лела Милиновић             |                                | Српска напредна странка            |
| Бачка Паланка          | Бранислав Шушница          | Српска напредна странка        |                                    |
| Бачки Петровац         | Виера Крстовски            | Српска напредна странка        |                                    |
| Беочин                 | Биљана Јанковић            | Српска напредна странка        |                                    |
| Бечеј                  | Вук Радојевић              | Српска напредна странка        |                                    |
| Врбас                  | Милан Глушац               | Српска напредна странка        |                                    |
| Жабаљ                  | Урош Радановић             | Српска напредна странка        |                                    |
| Град Нови Сад          | Жарко Мићин                | Српска напредна странка        |                                    |
| Сремски Карловци       | Дражен Ђурђић              | Српска напредна странка        |                                    |
| Србобран               | Радивој Дебељачки          | Српска напредна странка        |                                    |
| Тител                  | Драган Божић               | Српска напредна странка        |                                    |
| Темерин                | Младен Зец                 | Српска напредна странка        |                                    |
| Колубарски округ       |                            |                                |                                    |
| Град Ваљево            | Лазар Гојковић             |                                | Српска напредна странка            |
| Лајковац               | Андрија Живковић           | Српска напредна странка        |                                    |
| Љиг                    | Миломир Старчевић          | Српска напредна странка        |                                    |
| Мионица                | Бобан Јанковић             | Српска напредна странка        |                                    |
| Осечина                | Никола Томић               | Српска напредна странка        |                                    |
| Уб                     | Александар Јовановић Џајић | Српска напредна странка        |                                    |
| Мачвански округ        |                            |                                |                                    |
| Богатић                | Милан Дамњановић           |                                | Српска напредна странка            |
| Владимирци             | Горан Зарић                | Српска напредна странка        |                                    |
| Коцељева               | Душан Илинчић              | Српска напредна странка        |                                    |
| Крупањ                 | Младен Стефановић          | Српска напредна странка        |                                    |
| Град Лозница           | Видоје Петровић            | Српска напредна странка        |                                    |
| Љубовија               | Милан Јовановић            | Српска напредна странка        |                                    |
| Мали Зворник           | Зоран Јевтић               | Српска напредна странка        |                                    |
| Град Шабац             | Александар Пајић           | Српска напредна странка        |                                    |
| Моравички округ        |                            |                                |                                    |
| Горњи Милановац        | Дејан Ковачевић            |                                | Српска напредна странка            |
| Ивањица                | Александар Митровић        | Српска напредна странка        |                                    |
| Лучани                 | Миливоје Доловић           | Српска напредна странка        |                                    |
| Град Чачак             | Милун Тодоровић            | Српска напредна странка        |                                    |
| Нишавски округ         |                            |                                |                                    |
| Алексинац              | Далибор Радичевић          |                                | Српска напредна странка            |
| Дољевац                | Горан Љубић                | Српска напредна странка        |                                    |
| Мерошина               | Саша Јовановић             | Српска напредна странка        |                                    |
| Град Ниш               | Драгослав Павловић         | Српска напредна странка        |                                    |
| Ражањ                  | Добрица Стојковић          |                                | Нова Србија                        |
| Сврљиг                 | Мирослав Марковић          |                                | Уједињена сељачка странка          |
| Гаџин Хан              | Милисав Филиповић          |                                | Српска напредна странка            |
| Пиротски округ         |                            |                                |                                    |
| Бела Паланка           | Горан Миљковић             |                                | Српска напредна странка            |
| Бабушница              | Ивана Стојичић             | Српска напредна странка        |                                    |
| Димитровград           | Владица Димитров           | Српска напредна странка        |                                    |
| Град Пирот             | Владан Васић               | Српска напредна странка        |                                    |
| Подунавски округ       |                            |                                |                                    |
| Велика Плана           | Страхиња Павешковић        |                                | Српска напредна странка            |
| Град Смедерево         | Јасмина Војиновић          | Српска напредна странка        |                                    |
| Смедеревска Паланка    | Никола Вучен               | Српска напредна странка        |                                    |
| Поморавски округ       |                            |                                |                                    |
| Деспотовац             | Златко Марјановић          |                                | Српска напредна странка            |
| Град Јагодина          | Гордана Јовановић          |                                | Јединствена Србија                 |
| Параћин                | Владимир Милићевић         |                                | Српска напредна странка            |
| Рековац                | Драгиша Томић              | Српска напредна странка        |                                    |
| Свилајнац              | Предраг Милановић          | Свилајнац чува будућност       | Свилајнац чува будућност           |
| Ћуприја                | Јелена Ђулинац             |                                | Српска напредна странка            |
| Пчињски округ          |                            |                                |                                    |
| Босилеград             | Владимир Захаријев         | То смо ми - Владимир Захаријев | То смо ми - Владимир Захаријев     |
| Бујановац              | Арбер Пајазити             |                                | Алтернатива за промене             |
| Владичин Хан           | Горан Младеновић           |                                | Српска напредна странка            |
| Град Врање             | Слободан Миленковић        | Српска напредна странка        |                                    |
| Прешево                | Ардита Синани              |                                | Партија за демократско деловање    |
| Сурдулица              | Александра Поповић         |                                | Социјалистичка партија Србије      |
| Трговиште              | Наташа Манасијевић         |                                | Српска напредна странка            |
| Расински округ         |                            |                                |                                    |
| Александровац          | Мирко Михајловић           |                                | Српска напредна странка            |
| Брус                   | Далибор Савић              | Српска напредна странка        |                                    |
| Варварин               | Виолета Лутовац Ђурђевић   | Српска напредна странка        |                                    |
| Град Крушевац          | Иван Манојловић            | Српска напредна странка        |                                    |
| Трстеник               | Милена Турк                | Српска напредна странка        |                                    |
| Ћићевац                | Мирјана Кркић              | Српска напредна странка        |                                    |
| Рашки округ            |                            |                                |                                    |
| Врњачка Бања           | Бобан Ђуровић              |                                | Српска напредна странка            |
| Град Краљево           | Предраг Терзић             | Српска напредна странка        |                                    |
| Град Нови Пазар        | Нихат Бичевац              |                                | Социјалдемократска партија Србије  |
| Рашка                  | Дарко Милићевић            |                                | Српска напредна странка            |
| Тутин                  | Селма Кучевић              |                                | Странка демократске акције Санџака |
| Севернобанатски округ  |                            |                                |                                    |
| Ада                    | Золтан Билицки             |                                | Српска напредна странка            |
| Кањижа                 | Фејстамер Роберт           |                                | Савез војвођанских Мађара          |
| Град Кикинда           | Младен Богдан              |                                | Српска напредна странка            |
| Нови Кнежевац          | Радован Уверић             | Српска напредна странка        |                                    |
| Сента                  | Хајналка Бурањ             |                                | Савез војвођанских Мађара          |
| Чока                   | Стана Ђембер               |                                | Српска напредна странка            |
| Севернобачки округ     |                            |                                |                                    |
| Бачка Топола           | Сатмари Адријан            |                                | Савез војвођанских Мађара          |
| Мали Иђош              | Марко Лазић                |                                | Српска напредна странка            |
| Град Суботица          | Стеван Бакић               | Српска напредна странка        |                                    |
| Средњобанатски округ   |                            |                                |                                    |
| Житиште                | Ивана Петрић               |                                | Српска напредна странка            |
| Град Зрењанин          | Симо Салапура              | Српска напредна странка        |                                    |
| Нова Црња              | Драган Даничић             | Српска напредна странка        |                                    |
| Нови Бечеј             | Саша Максимовић            | Српска напредна странка        |                                    |
| Сечањ                  | Небојша Мељанац            | Српска напредна странка        |                                    |
| Сремски округ          |                            |                                |                                    |
| Инђија                 | Марко Гашић                |                                | Српска напредна странка            |
| Ириг                   | Тихомир Стојаковић         | Српска напредна странка        |                                    |
| Пећинци                | Синиша Ђокић               | Српска напредна странка        |                                    |
| Рума                   | Душан Љубишић              | Српска напредна странка        |                                    |
| Град Сремска Митровица | Бранислав Недимовић        | Српска напредна странка        |                                    |
| Стара Пазова           | Ђорђе Радиновић Џокеј      | Српска напредна странка        |                                    |
| Шид                    | Зоран Семеновић            | Српска напредна странка        |                                    |
| Топлички округ         |                            |                                |                                    |
| Блаце                  | Иван Бургић                |                                | Српска напредна странка            |
| Житорађа               | Иван Станојевић            | Српска напредна странка        |                                    |
| Куршумлија             | Војимир Чарапић            | Српска напредна странка        |                                    |
| Град Прокупље          | Мирослав Антонић           | Српска напредна странка        |                                    |
| Шумадијски округ       |                            |                                |                                    |
| Аранђеловац            | Бојан Радовић              |                                | Српска напредна странка            |
| Баточина               | Дејан Аранђеловић          | Српска напредна странка        |                                    |
| Кнић                   | Срећко Илић                | Српска напредна странка        |                                    |
| Град Крагујевац        | Никола Дашић               | Српска напредна странка        |                                    |
| Лапово                 | Бобан Миличић              | Српска напредна странка        |                                    |
| Рача                   | Бранко Радосављевић        | Српска напредна странка        |                                    |
| Топола                 | Владимир Радојковић        | Српска напредна странка        |                                    |

Ажурирано 29. марта 2025.